# Cynorkis brevicalcar
Cynorkis brevicalcar är en orkidéart som beskrevs av Phillip James Cribb. Cynorkis brevicalcar ingår i släktet Cynorkis, och familjen orkidéer. Inga underarter finns listade i Catalogue of Life.